# 3314 Beals
3314 Beals (1981 FH) là một tiểu hành tinh vành đai chính được phát hiện ngày 30 tháng 3 năm 1981, bởi Bowell, E. ở Flagstaff (AM).